# Guano Apes
Guano Apes é uma banda alemã de rock alternativo formada em 1993, na cidade de Göttingen.

## História

### O começo (1993)
O Guano Apes é um grupo proveniente de Göttingen, Alemanha. Em 1993, Henning Rümenapp (guitarrista), Dennis Poschwatta (baterista) e Stefan Ude (baixista), amigos da faculdade, deciram juntar-se e tocar em bares locais. Pouco tempo depois de terem iniciado a sua aventura musical, sentiram que faltava uma voz forte, capaz de liderar um grupo de rock. Numa festa da universidade, conhecem Sandra Nasic, através de amigos comuns que já lhes haviam falado sobre ela. Todos foram concisos e pensaram que uma mulher não seria capaz de assumir funções de líder na banda, até que Sandra começou a cantar. A sua voz forte, agressiva, mas que em segundos tinha o dom de ser suave e doce convenceu-os de vez. Até Dennis, o mais reticente em relação à presença de uma mulher na banda (e que assumia funções de vocalista antes de Sandra se juntar ao grupo) mudou totalmente a sua opinião e assim surgiu a banda.

### Do anonimato ao estrelato:Proud Like a God(1994 - 1999)
A banda continuou a tocar em bares, produzindo novas canções como "Get Busy" e "Maria", que viriam a ser escolhidas para participar no concurso nacional alemão "Local Heroes" do canal de televisão VIVA, em 1996. Passaram por todas as fases do concurso, chegando até a final e vencendo-a, deixando para trás mais de mil bandas que também haviam concorrido neste concurso. O premio foi um contrato com a gravadora GUN e um prêmio em dinheiro, o qual usaram para gravar o vídeo da canção Open Your Eyes, primeiro single do álbum Proud Like a God, que se tornaria, mais tarde, um hino para banda. Corria o ano de 1997 e o álbum, após poucas semanas do seu lançamento, atingia o seu auge nos tops alemães. A sua qualidade não passou despercebida nos países vizinhos e, por isso, "Lords Of The Boards" foi escolhido para ser o hino oficial do campeonato mundial de snowboard na Áustria em 1998. "Rain" fora escolhido para segundo single e mostrou o lado balada dos Guano Apes. "Lords Of The Boards" foi o terceiro e último single extraído do disco.
Não satisfeitos com todo o seu sucesso nos países de língua oficial alemã, decidiram apostar no mercado internacional, decorria então o ano de 1999. Mercados como o dos Países Baixos, Polônia ou Portugal foram totalmente conquistados, sendo que em terras lusas atingiram galardão de Platina. Foi também neste ano que o grupo gravou a música "Don't You Turn Your Back On Me" feita especialmente para integrar a banda sonora do filme "Meschugge". Fizeram também uma mini-turnê pelos Estados Unidos da América (alguns concertos partilhando o palco com os P.O.D.) com o objetivo de promover "Proud Like a God".

### A consagração:Don't Give Me Names(2000 - 2001)
Apesar de todo o sucesso alcançado, o grupo decidiu não descansar, começando logo a gravar temas para o sucessor de Proud Like a God, muitos deles já tocados na turné anterior. Em 2000, lançaram Don't Give Me Names, tendo como primeiro single "Big In Japan", uma cover da banda dos anos 1980 Alphaville. "No Speech", "Living in a Lie" e "Dödel Up" foram os singles seguintes. Foi com este disco que cimentaram de vez o seu valor, alcançando em alguns países até mais sucesso do que com o seu álbum de estreia. Percorreram muitos festivais europeus e até voltaram aos Estados Unidos, fazendo a primeira parte dos Creed em algumas ocasiões.
A turné de promoção acabou em 2001, sendo que nesse ano gravaram um dueto com o cómico alemão Michael Mittermeier a canção "Kumba Yo!". Logo após disso, decidem tirar umas férias para recarregarem energias e produzir mais um álbum.

### Walking on a Thin Line(2002 - 2003)
Em 2002, já com parte do terceiro álbum gravado, decidem fazer uma mini-turnê por Portugal, Rússia e Alemanha, apresentando novos temas como "Diokhan" ou "Come to me" (que mais tarde viria a ser chamado "Kiss the Dawn"), que foram bem aceitos pelo público. No início de 2003 lançaram o single "You Can't Stop me" do novo álbum Walking on a Thin Line, tendo este sido bem aceite. "Pretty in Scarlet" e "Quietly" foram os singles seguintes - este último com bastante aparição nas rádios e televisões portuguesas. Um sucesso menor que os seus outros dois álbuns, mas não impediu o grupo de lançar no mesmo ano um CD e DVD com um concerto dado em Colônia no início da turnê, de nome "Live". Lançaram também, e quase em simultâneo, uma compilação com todos os seus singles (exceto "Kumba Yo!").

### O fim da banda (2004 - 2005)
As relações entre os membros da banda estremeceram no decorrer desta turné, e em Outubro de 2003 deram o seu último concerto na promoção do seu último álbum, anunciando uma pausa de um ano. O ano de 2004 foi de descanso e esperava-se também que se apaziguassem os ânimos entre os vários elementos. Qualquer um destes objectivos não foi atingido e logo em Abril desse ano os Apes deram um concerto na Holanda, seguindo-se outros dois em Portugal e um na Suíça e Luxemburgo. Em Novembro lançaram o seu "Best Of" intitulado Planet Of The Apes, este em três versões, sendo a mais requintada constituída por dois CDs, o primeiro com os seus grandes hits e o segundo com gravações não lançadas e remixagens. Então anuncia-se formalmente o fim dos Guano Apes, com o anúncio de um último DVD com o mesmo nome do Best Of, consistindo este num documentário sobre os seus dez anos de carreira, mais os seus últimos vídeos e o famoso concerto dado em 2000, no Festival Sudoeste, em Portugal, e que seria lançado no início de 2005.
A partir do desmembramento do grupo, os seus elementos seguiram caminhos bem diferentes. Dennis, o baterista, lançou em 2005 com a sua nova banda Tamoto o álbum Clemenza. Sandra concentra-se no seu álbum a solo, o qual está previsto ser apresentado ao público no próximo mês de Setembro. Henning participou em vários workshops e colabora com diversos artistas. Por seu lado Stefan, decidiu afastar-se da vida agitada e dedica-se mais à sua família. Não obstante, Stefan, Hennin e Dennis juntaram-se, recentemente, a um cantor soul (Charles Simmons) e formaram uma banda rock, os iO.
Em 2006, a banda deu o seu último sinal, lançando The Best And Lost (T)Apes, constituído por dois CDs, um dos quais sendo uma compilação e o outro possuindo demos de tempos primitivos da banda.

### Reunião
Em 2009 o Guano Apes se reuniu. Como indicado na página oficial do Austrian Music Nova Rock Festival, a banda tocou em um show de reunião em Nickelsdorf, Áustria, em junho de 2009.
A banda também vai tocar no maior festival ao ar livre da Europa, Woodstock Przystanek na Polônia, Rock am Ring e Rock im Park na Alemanha, mas antes de tudo, eles vão estar em Braga, Portugal, tocar no Enterro da Gata, em maio 2009.
Em Agosto de 2016 deram um excelente concerto, no mais mítico Festival de Portugal, o Festival de Vilar de Mouros.

### Bel Air
Depois de terminar a "turnê de retorno", a banda anunciou que irá gravar seu quarto álbum em 2010 para ser lançado em Abril de 2011 com o nome Bel Air.

## Integrantes
- Sandra Nasić - vocal
- Henning Rümenapp - guitarra
- Stefan Ude - baixo
- Dennis Poschwatta - bateria

## Discografia

### Álbuns de estúdio
- Proud Like a God (1997)
- Don't Give Me Names (2000)
- Walking on a Thin Line (2003)
- Bel Air (2011)
- Offline (2014)

### Álbuns ao vivo
- Live (2003)

### Compilações
- Planet of the Apes (2004)
- Lost (T)apes (2006)

### Singles
- "Open Your Eyes" (1997)
- "Rain" (1998)
- "Lord of the Boards" (1998)
- "Don't You Turn Your Back on Me " (1999)
- "Big in Japan" (2000)
- "No Speech" (2000)
- "Living in a Lie" (2000)
- "Dödel Up" (2001)
- "Kumba Yo!" (com Michael Mittermeier) (2001)
- "You Can't Stop Me" (2003)
- "Pretty in Scarlet" (2003)
- "Quietly" (2003)
- "Break the Line" (2004)
- "Oh What A Night!" (2011)[7]
- "Sunday Lover" (2011)
- "This Time" (2011)
- "When the Ships Arrive" (2012)
- "Close to the Sun" (2014)

## Videografia
- Guano T-Apes (VHS) (1998)
- Don't Give Me Names (VHS e DVD) (2000)
- Live (DVD) (2003)
- Guano Apes Single Collection (2003)
- Planet Of The Apes / The Documentary (DVD) (2005)